# Радијациони биланс
Радијациони биланс представља разлику између апсорбованог сунчевог зрачења и ефективног израчивања.

## Глобално Сунчево зрачење
Сунчева радијација долази до Земље у виду зракова који  директно падају на Земљину површину – директно зрачење и у виду зракова који на свом путу до Земљине површине бивају распршени у свим правцима о честице атмосферских гасова – дифузно зрачење. Збир директног и дифузног зрачења је глобално зрачење.

## Спектар Сунчевог зрачења
Сунчево зрачење има јако сложен састав, што се може доказати једноставним експериментом. Уколико се призма, сачињена од неке прозрачне материје - стакло, кухињска со, постави у замрачену просторију, тако да на њу пада сноп Сунчевих зракова, на паравану постављеном иза призме појавиће се разнобојна светла трака са редоследном дугиних боја. Тај светлосни ефекат настаје преламањем светлосних зракова, односно разлагањем видљивог дела Сунчевог зрачења. Поред светлосне енергије, Сунце емитује и хемијску и топлотну енергију - ултраљубичасто и инфрацрвено зрачење, које долази невидљивим делом спектра.

## Албедо
Део Сунчеве енергије који долази глобалним зрачењем, бива одбијен од Земљину површину и враћен у атмосферу, а понекад и у васионски простор. Способност Земљине површине да један део пимљене енергије врати атмосфери назива се албедо. Изражава се у процентима (%) и зависи од угла под којим Сунчеви зраци падају на Земљину површину и од физичких особина и стања исте. 

## Ефективно израчивање
Већи део Сунчеве енергије који дође до Земљине површине бива апсорбован, при чему прелази у друге облике енергије, углавном у топлотну енергију. Када би се ова енергија задржавала у површинском слоју Земље, његова температура као и температура атмосфере би стално расла. То се међутим не дешава, јер Земљима површина у току године ода исту количину топлотне енергије коју прими од Сунца. Топлотна енергија коју Земља зрачи, односно израчивање Земљине површине, налази се у инфрацрвеном делу спектра. Атмосфера задржава један део топлотне енергије коју Земља одаје и враћа је у ниже слојеве, што омогућава да се они никада скроз не охладе. Та појава назива се противзрачење атмосфере, а познато је и под називом ефекат стаклене баште.
Разлика између израчивања Земљине површине и противзрачења атмосфере назива се ефективно израчивање. Ефективно израчивање представља стварни губитак топлотне енергије коју су од Сунца примили површински слојеви Земље. 